# Équipe cycliste Frisol
Frisol est une équipe cycliste professionnelle néerlandaise créée en 1973 et disparue à l'issue de la saison 1977. L'équipe se nomme ensuite Frisol-Flair Plastics en 1974, Frisol-G.B.C. en 1975, Frisol-Gazelle en 1976 puis Frisol-Thirion-Gazelle en 1977.
Elle a participé au Tour de France en 1974 et 1975